# Ryuhei Sasagawa
Ryuhei Sasagawa is een personage uit de film Battle Royale. Hij werd gespeeld door acteur Shirou Gou.

## Voor Battle Royale
Ryuhei is een derdeklasser van de fictieve Shiroiwa Junior High School. Kazuo Kiriyama had een soort gang, waar Ryuhei ook in zat. Ryuhei is een echte pestkop en pest vooral Yoshio Akamatsu.

## Battle Royale
Ryuhei kreeg een machinegeweer en kreeg van Kazuo de opdracht samen met alle gangleden te ontmoeten op het zuiden van het eiland. Dit was echter een list van Kazuo, en Ryuhei werd daar neergestoken door hem. Hij was de zesde die overleed. In de film werd hij doodgeschoten.